# 沃尔沃200系列
沃尔沃200系列（Volvo 200 Series）是由沃尔沃汽车公司（中文亦稱富豪汽車）生产的一款紧凑型豪华轿车，于1974年至1993年間推出。生產期間一共在全球售出280萬部。

## 圖片

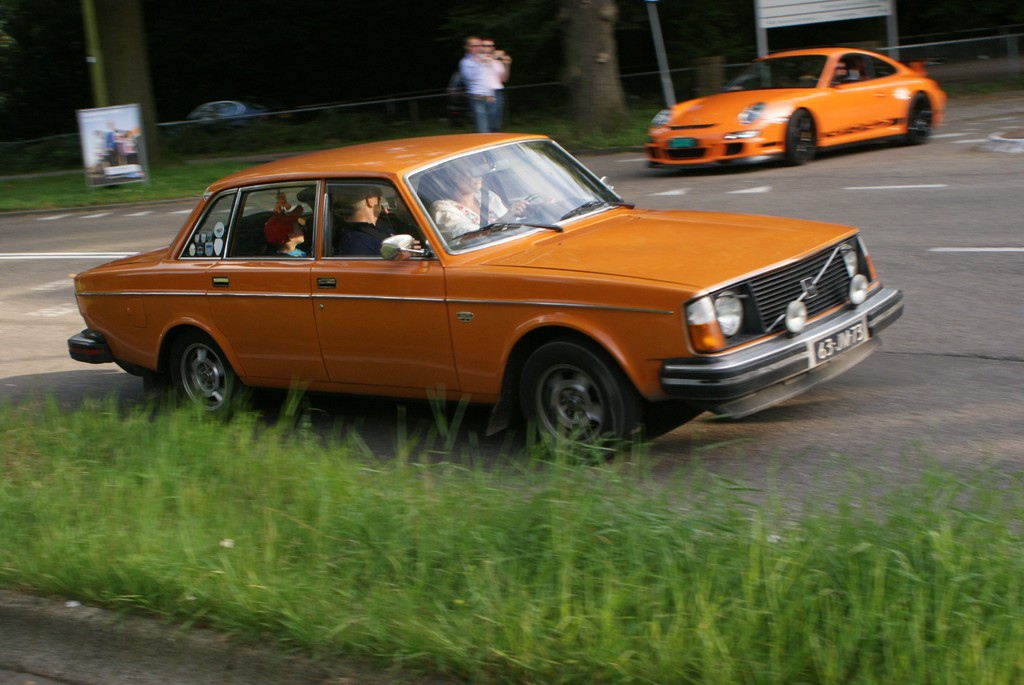
1974年版
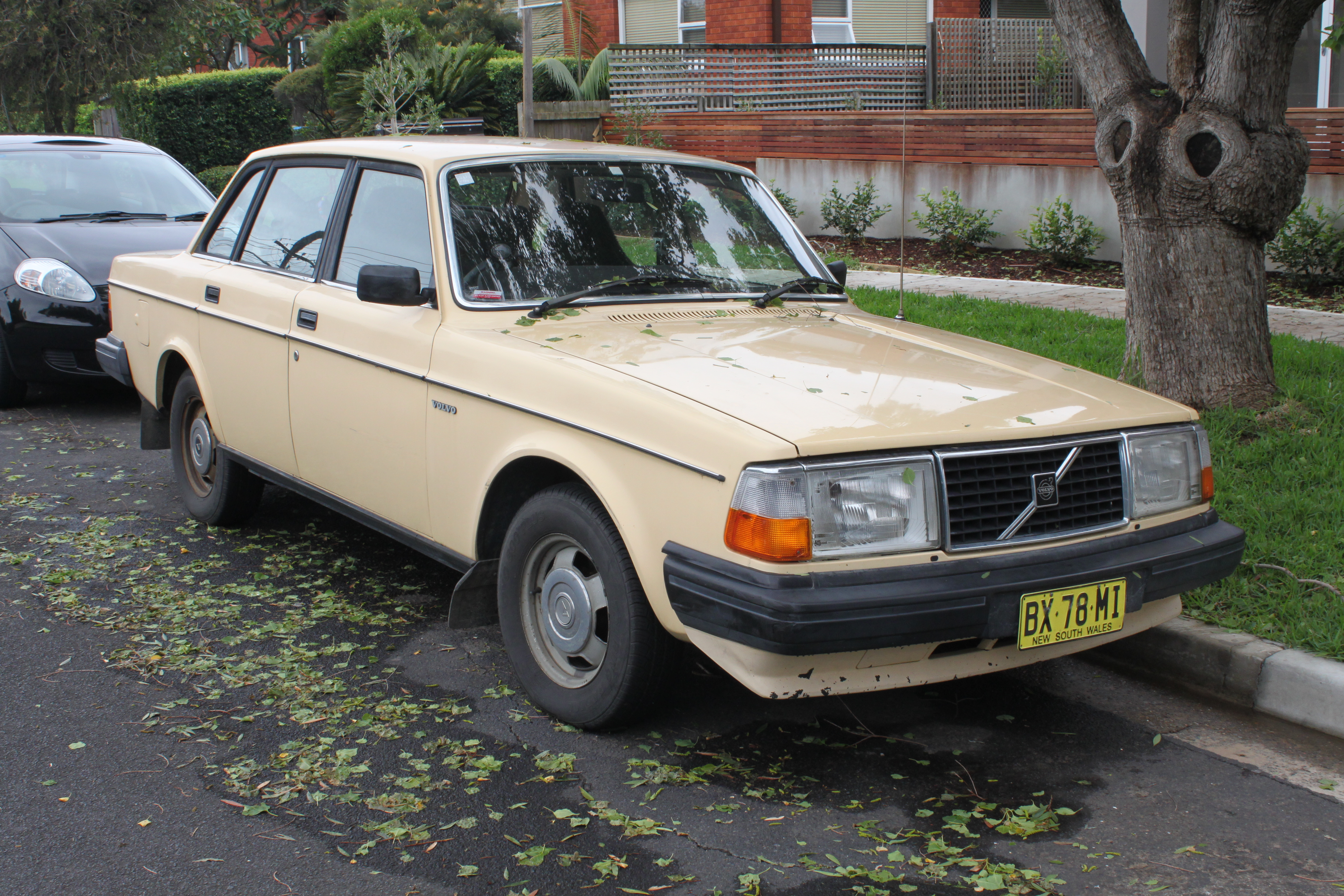
1981年版本